# Lalang Kabung
Lalang Kabung is een bestuurslaag in het regentschap Pelalawan van de provincie Riau, Indonesië. Lalang Kabung telt 2097 inwoners (volkstelling 2010).